# Deutz D 4006
Der Deutz D 4006 ist ein Traktor der Marke Deutz aus der Deutz D-06-Serie, der von 1968 bis 1981 in den Deutz-Werken in Köln produziert wurde. Der in rahmenloser Blockbauweise konzipierte D 4006 wurde zusätzlich zur normalen Version auch als Allradversion angeboten. Beim eingebauten Motor vom Typ F3L912 handelte es sich um einen luftgekühlten Dreizylindermotor, der eine Leistung von 35 PS erreichte und den Traktor auf eine Höchstgeschwindigkeit von bis zu 25 km/h brachte.  Das maximale Drehmoment lag bei 129 Nm sowie 1500 Umdrehungen pro Minute. Optional konnte der Deutz-Traktor auch mit einer Motorzapfwelle, einer unabhängigen Zapfwelle oder Kriechgängen geordert werden. Die Zahl der Gänge hing vom Typ des Bolzengetriebes ab. Standardmäßig besaß der D 4006 16 Gänge. Bei einer Breite von 1535 mm und einer Länge von 3470 mm betrug das Leergewicht in der Normalversion 1895 Kilogramm und bei der Allradversion 2270 Kilogramm.
Wie der D 3006 erhielt auch der D 4006 ab dem Jahr 1974 die neue Deutz-Lackierung.